# Viktor Buturlin
Viktor Buturlin (Mosca, 28 giugno 1946 – San Pietroburgo, 5 febbraio 2022) è stato un regista sovietico.

## Filmografia parziale

### Regista
- Aplodismenty, aplodismenty... (1984)
- Sadovnik (1987)